# Huntsvillefängelset

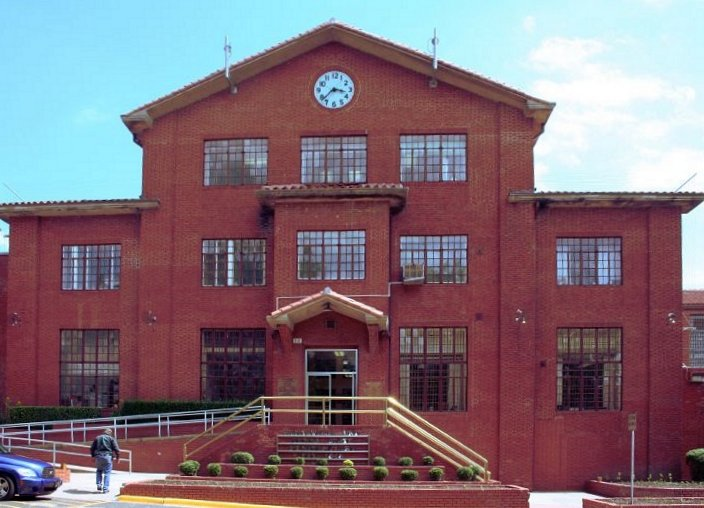
Huntsville Unit (Texas Department of Criminal Justice)

Huntsvillefängelset (Huntsville Unit, Texas State Penitentiary at Huntsville), beläget i Huntsville, uppfördes 1849 och är Texas äldsta fängelse. Alla avrättningar (2013) i Texas sker i detta fängelse.
Mellan åren 1928 och 1965 hade Huntsville egna dödsceller för manliga interner men dessa flyttades 1965 till det närliggande Ellis Unit. På grund av många rymningar flyttades det till Polunsky Unit 1999.
Dödsceller för kvinnliga interner finns på Mountain View Unit, i Gatesville.
Huntsvillefängelset är också känt som Mur-fängelset (engelska Walls Unit) för sina höga tegelmurar runt fängelset. Förutom att ha själva avrättningsfaciliteterna inom fängelsets murar används fängelset primärt för acklimatisering av interner som snart skall friges.

## Översättning
Den här artikeln är helt eller delvis baserad på material från engelskspråkiga Wikipedia, tidigare version.